# تدريب التحفيز الذاتي

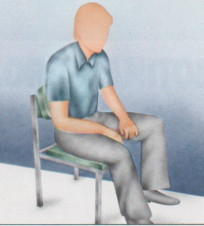

تدريب التحفيز الذاتي عبارة عن أسلوب استرخاء وضعه عالم النفس الألماني يوهانس شولتز (Johannes Heinrich Schultz) ونُشر لأول مرة في عام 1932. ويتضمن هذا الأسلوب ممارسة جلسات يومية تستمر لحوالي 15 دقيقة، وعادة ما تكون في الصباح ووقت الغداء وفي المساء. وفي أثناء كل جلسة يكرر المُمارس مجموعة من التصورات التي تُحفز حالة الاسترخاء لديه. ومن الممكن أن تتم كل جلسة في وضع مُختار من بين مجموعة من الأوضاع الموصى بها (على سبيل المثال، الاستلقاء أو التأمل جالسًا أو الجلوس مثل قط راج دول). وقد يتم استخدام هذا الأسلوب لتخفيف العديد من الاضطرابات النفسية[بحاجة لمصدر] الناتجة عن الضغط.
أكد شولتز على تشابه هذا الأسلوب مع الأساليب التي تُمارس في تدريبات اليوغا والتأمل. وهذه الطريقة يؤثر فيها الشخص في الجهاز العصبي الذاتي. وكان أبي فاريا (Abbe Faria) وإيملي كو (Emile Coue) قد سبقوا شولتز في هذا الأمر. وهناك أوجه تشابه عديدة بين تدريبات التحفيز الذاتي وبين الاسترخاء العضلي التدريجي. في عام 1936 اكتشف لوتي (Luthe) أهمية «التفريغات الذاتية» والظاهرة الباروكسيسميكية للحركة والطبيعة الحسية والبصرية والعاطفية المتعلقة بالتاريخ الرضحي للمريض، وطور أسلوب «التحرر الذاتي من العقد النفسية». وأدخل تلميذه لويس دي ريفيرا (Luis de Rivera)، وهو طبيب نفسي مُتدرب لدى ماكجيل، مفاهيم الديناميكا النفسية في منهج لوتي، وتطوير «التحليل الذاتي»; كطريقة جديدة لكشف اللاوعي.
وقدم د. هربرت بنسون، الأستاذ في جامعة هارفارد أيضًا بحثًا مهمًا في المجال. وقد أطلق عليها الاستجابة للاسترخاء وكتب كتابًا مهمًا بالاسم ذاته.

## جلسة تدريب التحفيز الذاتي
1. الجلوس في وضع تأملي
2. «ذراعي الأيمن ثقيل»
3. «ذراعاي وساقاي ثقيلة ودافئة» (كرر ذلك ثلاث مرات أو أكثر)
4. «نبض قلبي هاديء ومنتظم» (كرر ذلك ثلاث مرات)
5. «ضفيرتي الشمسية دافئة» (كرر ذلك ثلاث مرات)
6. «جبهتي باردة»
7. «رقبتي وكتفاي ثقيلان» (كرر ذلك ثلاث مرات)
8. «أعيش في سلام» (كرر ذلك ثلاث مرات)
9. الانتهاء من الجزء الأول عن طريق الإلغاء
10. ابدأ الجزء الثاني عن طريق التكرار من الخطوة 2 حتى الإلغاء
11. ابدأ الجزء الثالث عن طريق التكرار من الخطوة 2 حتى الإلغاء

عندما تنتهي من ممارسة تلك الجلسة، يوصى بإجراء خطوة الإلغاء لتجنب تجسيد أفكارك دون قصد. للإلغاء قل «ثبت يديك» وحركهما بقوة، وقل «تنفس بعمق» تنفس بعمق وقل «افتح عينيك» ثم اترك عينيك مفتوحتين.
سيختار العديد من الممارسين عدم الإلغاء بين الجلسات التكرارية الثلاثة، للحفاظ على قدر أعمق من الاسترخاء.
غالبًا ما يختار الممارس التسهيل على نفسه عن طريق «الغيبوبة» بالعد حتى رقم عشرة، والخروج من التمرين بالعد التنازلي من الرقم عشرة. وهذا تمرين آخر مأخوذ من الاسترخاء العضلي التدريجي.
ويوجد هنا بروتوكول كامل للتحفيز الذاتي.

## الآثار المترتبة على تدريب التحفيز الذاتي
يسترجع تدريب التحفيز الذاتي التوازن بين نشاط فرعي الودي (الطيران أو القتال) والجهاز العصبي اللاودي (الراحة والهضم) الخاصة بالجهاز العصبي الذاتي.[بحاجة لمصدر] وهذا التدريب يحقق فوائد صحية مهمة، حيث يعزز نشاط الجهاز العصبي اللاودي حركات الهضم والأمعاء، ويخفض ضغط الدم ويبطيء سرعة القلب ويعزز وظائف الجهاز المناعي.[بحاجة لمصدر]

## موانع الاستعمال
لا يُنصح بممارسة الأشخاص الذين يعانون من الأمراض القلبية أو الاضطرابات النفسية لتدريب التحفيز الذاتي.

## الدليل السريري
يخضع تدريب التحفيز الذاتي للتقييم السريري منذ بداياته في ألمانيا، ومن أوائل ثمانينيات القرن الماضي على المستوى العالمي. وفي عام 2002، تم نشر التحليل التلوي لـ 60 دراسة في علم النفس الفسيولوجي التطبيقي والارتجاع البيولوجي, وثبت وجود تأثيرات إيجابية مهمة للعلاج عند مقارنتها مع حالات الأشخاص الطبيعيين في إطار عدد من التشخيصات؛ حيث وجد أن هذه التأثيرات مشابهة لنتائج أفضل طرق العلاج المنافسة الموصى بها؛ فضلاً عن العثور على آثار إضافية إيجابية لدى المرضى، مثل نوعية الحياة التي يتصورونها.
وفي اليابان، وضع أربعة باحثين مركز طوكيو لعلم النفس وخدمة الإرشاد مقياسًا لمدى الفعالية السريرية لتدريب التحفيز الذاتي.
انتشر أسلوب تدريب التحفيز الذاتي في أمريكا الشمالية، لا سيما بين ممارسي طريقة فولفغانغ لوتي، الذي اشترك مع شولتز في تأليف سلسلة من عدة مجلدات في مجال تدريب التحفيز الذاتي. وكان لوتي من أشد المؤمنين بأن أسلوب تدريب التحفيز الذاتي يعد طريقة علاج قوية للغاية ولا ينبغي أن تُقدم للمرضى إلا من قبل المهنيين المؤهلين.
مثل العديد من الأساليب (الاسترخاء التدريجي ويوجا وكيغونغ، أنواع التأمل)، التي تم تطويرها إلى عمليات متقدمة ومتطورة في مسألة التدخل والتعلم، استغرق تدريب التحفيز الذاتي أكثر من عام لتعلم كيفية تدريسه وأكثر من عام لتعلمه، كما ذكر لوتي وتشولتز في كتابهم الرئيسي. ولكن بعض ممارسي الارتجاع البيولوجي أخذوا العناصر الرئيسية للغاية لتصور التحفيز الذاتي وطوروا نسخًا بسيطة «مكثفة» تم استخدامها مع الارتجاع البيولوجي. وقد تم ذلك في مؤسسة مينيجر (Menninger) بواسطة إلمر جرين وستيف فاهريو وباتريشيا نوريس وجو سارجنت ودايل والترز وغيرهم، حيث أخذوا تصور تدفئة اليد نتيجة لتدريب التحفيز الذاتي واستخدموه كأداة مساعدة لتطوير الارتجاع البيولوجي الحراري.

## وصلات خارجية
- محاضرة صوتية عن التنويم الإيحائي بعنوان (التنويم حولنا في كل مكان)
- إصدار تنويم إيحائي مغناطيسي بعنوان (طاقة الشفاء الذاتية) | لزيادة القدرة المناعية للإنسان ضد الأمراض
- إصدار تنويم إيحائي مغناطيسي بعنوان (عيش بطمأنينة) | لإزالة الاكتئاب والحزن وزيادة القدرة على حل المشاكل
- جلسة تنويم إيحائي بعنوان (لقاء مع الحكيم) | مفيدة في الحصول على استشارة شخصية